# Pacifiphantes magnificus
Pacifiphantes magnificus là một loài nhện trong họ Linyphiidae.
Loài này thuộc chi Pacifiphantes. Pacifiphantes magnificus được Ralph Vary Chamberlin & Wilton Ivie miêu tả năm 1943.